# Circuito de Guecho de 2017
A 72.ª edição do Circuito de Guecho foi uma corrida ciclista que se disputou a 31 de julho de 2017 sobre um traçado de 170 quilómetros com início e final em Guecho.
A prova pertenceu ao UCI Europe Tour de 2017 dos Circuitos Continentais da UCI, dentro da categoria 1.1.
A corrida foi vencida pelo corredor espanhol Carlos Barbero da equipa Movistar, em segundo lugar Ángel Madrazo (Delko Marseille Provence KTM) e em terceiro lugar José Herrada (Movistar).

## Equipas participantes
| Equipe WorldTeam- Movistar Team Equipes profissionais Continentais (6)- Caja Rural-Seguros RGA - Sport Vlaanderen-Baloise - Delko Marseille Provence KTM - Fortuneo-Oscaro - Manzana Postobón - Nippo-Vini Fantini Equipes Continentais (8)- Armée de terre - Dare Viator Partizan - Kuwait-Cartucho.es - Euskadi Basque Country-Murias - Burgos-BH - Unieuro Trevigiani-Hemus 1896 - Massi-Kuwait Cycling Project - Team Ukyo |
| |

## Classificações finais
- As classificações finalizaram da seguinte forma:[2]

| \| Classificação geral \| Classificação geral \| Classificação geral \| Classificação geral \| Classificação geral \| \| Ciclista \| Ciclista \| Equipe \| Tempo \| \| \| ------------------- \| -------------------- \| ---------------------------- \| ------------------- \| ------------------- \| \| 1. \| Carlos Barbero \| Movistar Team \| 3h53m06s \| \| \| 2. \| Ángel Madrazo \| Delko-Marseille Provence-KTM \| + 2s \| \| \| 3. \| José Herrada \| Movistar Team \| + 4s \| \| \| 4. \| Egoitz Fernández \| Team Ukyo \| + 4s \| \| \| 5. \| Thomas Sprengers \| Sport Vlaanderen-Baloise \| + 4s \| \| \| 6. \| Aldemar Reyes Ortega \| Manzana Postobón \| + 4s \| \| \| 7. \| Eliot Lietaer \| Sport Vlaanderen-Baloise \| + 4s \| \| \| 8. \| Aimé De Gendt \| Sport Vlaanderen-Baloise \| + 6s \| \| \| 9. \| Ibai Salas \| Burgos-BH \| + 8s \| \| \| 10. \| Benjamín Prades \| Team Ukyo \| + 8s \| \| |                      |                              |          |
| |                      |                              |          |
| Fonte: ProCyclingStats |                      |                              |          |
| Classificação geral |                      |                              |          |
| Ciclista | Ciclista             | Equipe                       | Tempo    |
| 1. | Carlos Barbero       | Movistar Team                | 3h53m06s |
| 2. | Ángel Madrazo        | Delko-Marseille Provence-KTM | + 2s     |
| 3. | José Herrada         | Movistar Team                | + 4s     |
| 4. | Egoitz Fernández     | Team Ukyo                    | + 4s     |
| 5. | Thomas Sprengers     | Sport Vlaanderen-Baloise     | + 4s     |
| 6. | Aldemar Reyes Ortega | Manzana Postobón             | + 4s     |
| 7. | Eliot Lietaer        | Sport Vlaanderen-Baloise     | + 4s     |
| 8. | Aimé De Gendt        | Sport Vlaanderen-Baloise     | + 6s     |
| 9. | Ibai Salas           | Burgos-BH                    | + 8s     |
| 10. | Benjamín Prades      | Team Ukyo                    | + 8s     |

## UCI World Ranking
O Circuito de Getxo outorga pontos para o UCI Europe Tour de 2017 e o UCI World Ranking, este último para corredores das equipas nas categorias UCI ProTeam, Profissional Continental e Equipas Continentais. A seguinte tabela são o barómetro de pontuação e os corredores que obtiveram pontos:
| Posição             | 1.ª | 2.ª | 3.ª | 4.ª | 5.ª | 6.ª | 7.ª | 8.ª | 9.ª | 10.ª |
| Classificação geral | 125 | 85  | 70  | 60  | 50  | 40  | 35  | 30  | 25  | 20   |

| 1.º  | Carlos Barbero       | Movistar                     | 125 |
| 2.º  | Ángel Madrazo        | Delko Marseille Provence KTM | 85  |
| 3.º  | José Herrada         | Movistar                     | 70  |
| 4.º  | Egoitz Fernández     | Team Ukyo                    | 60  |
| 5.º  | Thomas Sprengers     | Sport Vlaanderen-Baloise     | 50  |
| 6.º  | Aldemar Reyes Ortega | Manzana Postobón             | 40  |
| 7.º  | Eliot Lietaer        | Sport Vlaanderen-Baloise     | 35  |
| 8.º  | Aimé De Gendt        | Sport Vlaanderen-Baloise     | 30  |
| 9.º  | Ibai Salas           | Burgos-BH                    | 25  |
| 10.º | Benjamín Prades      | Team Ukyo                    | 20  |